# Lil Uzi Vert
Symere Bysil Woods (Philadelphia, 1995. július 31. –) művésznevén Lil Uzi Vert korábban Sealeb Vertical egy amerikai rapper, énekes és dalszerző. Woods karakterének fontos része arctetoválásai, hajstílusai és androgün öltözködési stílusa. Philadelphiában nőtt fel, Lil Uzi Vert első sikereit a Luv Is Rage (2015) mixtape-nek köszönhetően érte el, amelyet követően leszerződtette az Atlantic Records kiadó, a Generation Now leányvállalaton keresztül.
A Money Longer debütáló kislemezének köszönhetően lett a mainstream hallgatók között is sikeres, 2016-ban. Ez lett az első kislemeze a Lil Uzi Vert vs. the World (2016) mixtape-ről, amelyen szerepelt a You Was Right is. Miután kiadott még két mixtape-et, a rapper szerepelt a Migos listavezető kislemezén 2017-ben, a Bad and Boujee-n. Első szóló kislemeze, amely elérte a Billboard Hot 100 első tíz helyének egyik részét, az XO Tour Llif3 volt, amely elnyerte A nyár dala díjat a MTV Video Music Awards díjátadón.
Az XO Tour Llif3 volt az első kislemez Woods debütáló stúdióalbumáról, a Luv Is Rage 2-ről (2017), amely első helyen debütál a Billboard 200-on és az Amerikai Hanglemezgyártók Szövetségétől (RIAA) duplaplatina minősítést kapott. A 2018-as Grammy-gálán Lil Uzi Vertet jelölték a Legjobb új előadó díjra. Második stúdióalbuma, az Eternal Atake (2020) több évnyi halasztásokat követően a trap és a hiphop műfajában a leginkább várt lemezek között volt, mikor megjelent. Előző albumához hasonlóan első helyen debütált a Billboard 200-on.

## Fiatalkora
Symere Woods 1995. július 31-én született Észak-Philadelphia Francisville szomszédságában. Woods Mike Jonest és a Ying Yang Twinst hallgatva nőtt fel, később megismerkedett Wiz Khalifa és Meek Mill zenéivel, akik a későbbi stílusát is befolyásolták. Jones debütáló albuma volt az első lemez, amelyet életében megvett. Ezek mellett hallgatta még Marilyn Mansont, a Paramore-t, a Smash Mouth-t, a The Rocket Summert, a Simiant, a My Chemical Romance-t és a The All-American Rejects-et. Nagy Marilyn Manson-rajongóként írta le magát és kedvenc lemezének a Mechanical Animals-t választotta.
Tizedik osztályos korában kezdett el rappelni, magát átlagos gyereknek írta le, aki „nem igazán akart rappelni.” De miután hallotta osztálytársát, William Astont, csatlakozott hozzá és megalapították a Steaktown csoportot. 17 éves korában hagyta el azt. Elhagyta középiskoláját és egy élelmiszerboltban dolgozott, ahol hamar fel is mondott, ezzel magára haragította anyját, aki kidobta otthonról. Ezt követően csináltatta meg első tetoválását arcára, a „Faith” (magyarul: Hit) szót. Ezt követően döntötte el, hogy komolyan veszi rapper pályafutását.
2021 júliusában kiderült, hogy 1995-ben született, amely egy évvel később volt, mint ismert születési dátuma.

## Karrierje

### 2010–2015: kezdetek
Woods 2010-ben kezdett el rappelni, olyan csoportokban, mint a Steaktown, Sealab Vertical néven. Elmondása szerint ezt a csoportot „csak a pénzért” alapították. Később megváltoztatta nevét Lil Uzi Vertre, miután valaki a fegyverhez hasonlította rapstílusát. Woods első zenei projektje a Purple Thoughtz Vol. 1 középlemez volt, amelyet 2014. január 19-én adott ki. Az album egyetlen kislemeze a White Shit volt. A dal, melynek producere SpaceGhostPurrp volt, sikeres lett 2017-ben. A lemez megjelenését követően felkeltette olyan csoportok figyelmét, mint az ASAP Mob.
A következő közreműködései és projektjei felkeltették a Def Jam érdeklődését, miután lejátszották egyik dalát egy helyi rádióállomáson. A The Academy leányvállalaton keresztül szerződtették, ahol első mixtape-e The Real Uzi címen jelent meg, 2014. augusztus 5-én. A projekt kiadását követően leszerződtette az Atlantic Records Generation Now kiadója.
A szerződtetését követően közreműködött Carnage WDYW című kislemezén, Rich the Kid és ASAP Ferg mellett. Kiadott több dalt is a SoundCloud platformon, többek között a No Waitet, amelynek producere Metro Boomin volt, a Pressure-t, amelyen közreműködött Lil Durk és a Dej Loafot. Fellépett ezek mellett 2015 nyarán a Fall Out Boy és Wiz Khalifa Boys of Zummer turnéján. Második mixtape-je ugyanebben az évben jelent meg, Luv Is Rage címen. A projekten közreműködött Wiz Khalifa és Young Thug, illetve producerei között volt Sonny Digital, TM88 és Maaly Raw, illetve elismerést kapott a Fader, az XXL és a Vibe magazinoktól is. A HotNewHipHop az év áttörő előadójának választotta.

### 2016: berobbanás
2016 januárjában Woods fellépett az A$AP Mob koncertjén New Yorkban. 2016-ban debütált Money Longer száma, a SoundCloud platformon, miután bemutatták a Shade 45 rádióállomáson. 2016 márciusában koncertje közben az SXSW fesztiválon verekedés tört ki. 2016. április 15-én Uzi kiadta harmadik mixtape-ét, a Lil Uzi Vert vs. the Worldöt amely az első volt, ami széles körben megjelent. Harminchetedik helyen debütált a Billboard 200 slágerlistán, Woods első munkája, amely szerepelt azon. 55 hétig szerepelt a listán, aranylemez minősítést kapott az Amerikai Hanglemezgyártók Szövetségétől (RIAA). 2016 májusában Kodak Blackkel turnézott a Parental Advisory Touron.
Beválasztották a 2016-os XXL Freshman Classba. Ennek keretében fellépett Denzel Curry, Lil Yachty, 21 Savage és Kodak Black mellett. Ennek a fellépésnek közel 200 millió megtekintése van YouTube-on. Ezt követően kiadta a Money Longer videóklipjét, amely a Billboard Hot 100-on debütált a következő héten. Ez volt Uzi első megjelenése a slágerlistán, a 92. helyen. Később elérte az 54. pozíciót is és duplaplatina minősítést kapott. Woods második szereplése a Hot 100-on a You Was Right volt, 2016 júliusában és később elérte a 40. helyet is.
2016. július 12-én Woods bejelentette negyedik mixtape-jét, a The Perfect LUV Tape-et, amely 22. születésnapján, július 31-én jelent meg. A projekten helyet kapott a Seven Million kislemeze, amelyen közreműködött Future és az Erase Your Social, de egyik se érte el a Billboard Hot 100-ot. A mixtape viszont 55. lett a Billboard 200 albumlistán és arany minősítést kapott a RIAA-tól. 2016 októberében bejelentették, hogy vendégfellépő lesz a the Weeknd kanadai énekes turnéján.
Woods közreműködés mixtape-e Gucci Mane-nel 2016. november 23-án jelent meg. Négy nappal később bejelentette a Luv Is Rage 2 albumot, amelyet többször is elhalasztottak.

### 2017:Luv Is Rage
Uzi közreműködött a Migos hiphopcsoport Bad and Boujee című kislemezén, amely 2016. október 28-án jelent meg a trió második albumán, a Culture-ön (2017). 2017 januárjában a kislemez elérte a Billboard Hot 100 első helyét. Ez lett a rapper első listavezető dala. 2017. február 27-én Woods kiadta a Luv Is Rage 1.5 középlemezt, miközben a Weeknddel turnézott. A lemezt méltatták stílusa miatt, amelyet nagyban a Kingdom Hearts videójáték, anime, hentai és a Steven Universe inspirált. Ezek mellett ezt a középlemez jelentette Woods eltolódását az emo rapper megnevezés felé. Ez annak köszönhető, hogy a projekten sokat beszél szívfájdalomról, például a Luv Scars K.o 1600 dalon, illetve öngyilkosságról és depresszióról a XO Tour Llif3 számon.
Az XO Tour Llif3 nagyon sikeres volt SoundCloudon, aminek következtében Uzi folyamatosan játszotta azt a The Weeknd európai turnéján, majd a következő héten hivatalosan is kiadták kislemezként streaming platformokon. 2017. április 4-én a dal 49. helyen debütált a Billboard Hot 100-on, majd később a hetedik helyig is felkúszott. A rapper legsikeresebb szóló dala lett slágerlistákon, hétszeres platina minősítést kapott az Amerikai Hanglemezgyártók Szövetségétől (RIAA).
A Luv Is Rage 2-t ismét elhalasztották 2017. április 2-án, amiért Uzi DJ Dramát hibáztatta. Április 9-én Don Cannon megerősítette, hogy a projekt nem fog a közeljövőben megjelenni és, hogy az XO Tour Llif3 szerepelni fog rajta. Woods közreműködött Playboi Carti Woke Up Like This című kislemezén, amely Carti debütáló mixtape-jén, a Playboi Cartin (2017) szerepelt. A duó előadta a dalt a 2017-es Coachellán.
A Woke Up Like This platina minősítést kapott és 76. lett a Billboard Hot 100-on. Uzi közreműködött az ASAP Mob Raf című számán, olyan közreműködőkkel, mint ASAP Rocky, Playboi Carti, Quavo és Frank Ocean. Augusztus elején DJ Akademiks azt mondta, hogy a Luv Is Rage 2 meg fog jelenni 30 napon belül. 2017. augusztus 24-én Uzi bejelentette, hogy éjfélkor megjelenik a sokszor elhalasztott Luv Is Rage 2, amelyen szerepelt a XO Tour Llif3 is, kislemezként.
Az album a Billboard 200 első helyén debütált, 135 ezer eladott példánnyal és azóta platina minősítést kapott. A lemezről tíz dal is szerepelt a Billboard Hot 100-on, amelyekből a The Way Life Goes, Oh Wonder közreműködésével és a Sauce It Up kislemezek lettek. Ed Sheeran fellépése közben a MTV Video Music Awards díjátadón, Woods és Sheeran előadták a XO Tour Llif3 és a Shape Of You dalokat.
2017 szeptemberében Woods utalt rá, hogy megjelenhet a Lil Uzi Vert vs The World folytatása és egy közreműködés Playboi Cartival, 16*29 címen. Októberben bejelentették, hogy együtt fognak turnézni, amellyel csak egyre valószínűbb lett a közös projekt. A turnét nem sokkal később lemondták. 2017 novemberében közreműködött Nav Wanted You kislemezén, annak Reckless (2018) című albumáról.
2017. december 4-én megjelent a The Way Life Goes videóklipje, Nicki Minaj közreműködésével. Ezt követően 24. helyig jutott a Billboard Hot 100-on. Uzi fellépett Stephen Colbert műsorán a The Way Life Goes dallal 2018 februárjában. Kanye Westtel együtt közreműködött Travis Scott Watch című dalán, amely 16. helyen debütált a Hot 100-on. Ezek mellett együtt dolgozott Lil Tracy-vel a Like a Farmer kislemez remixén.

### 2018–2020:Eternal Atake,Lil Uzi Vert vs. The World 2ésPluto x Baby Pluto

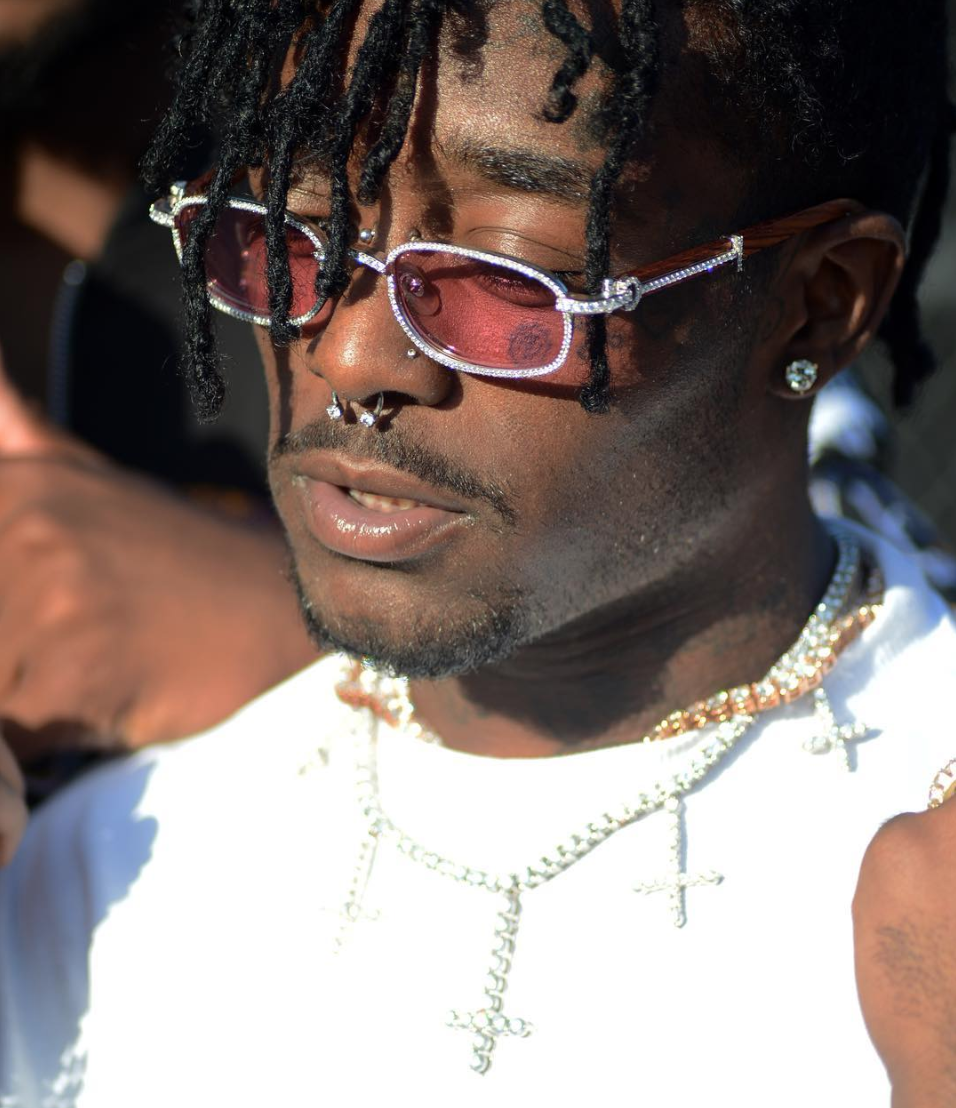
Woods 2018-ban

2018 januárjában Uzi bejelentette, hogy befejezte egy mixtape felvételét Wheezy producerrel. 2018 májusában Don Cannon megerősítette, hogy egy Uzi-projekt meg fog jelenni az évben. Az album címét Woods először Twitteren osztotta meg júliusban, mikor annyit írt, hogy „Eternal Atake” és kitűzte profiljának tetejére. Az akkor választott albumborítót is megosztotta, amely a Mennyország kapuja szektára utalt. A szekta két túlélő tagja azt mondta, hogy be fogják perelni az előadót a logójuk stílusának ellopásáért.
Az albumciklus első kislemeze, a New Patek 2018. szeptember 18-án jelent meg. Uzi közreműködött Lil Pump Multi Millionaire című dalán, amely 2018. október 5-én jelent meg, Pump második stúdióalbumáról, a Harverd Dropoutról.
2019 áprilisában hivatalosan is bejelentették, hogy Uzi elhagyta a Generation Now kiadót és már a Roc Nation előadója volt. Ugyanebben a hónapban két promóciós kislemezt is kiadott, a Sanguine Paradise-t és a That’s a Racket.
2019. december 13-án Uzi kiadta az Eternal Atake első kislemezét, a Futsal Shuffle 2020-t. Ezt követően megjelent a lemez második kislemeze is, a That Way, március 1-én. Az Eternal Atake 2020. március 6-án jelent meg, csak egy közreműködő előadóval, Syddel. A megjelenés a vártnál egy héttel hamarabb történt. A három megjelent kislemez, a New Patek, a That’s a Rack és a Sanguine Paradise nem kaptak helyet az albumon. Az Eternal Atake a Billboard 200 első helyén debütált.
2020. március 12-én Uzi utalt rá, hogy ki fogja adni az Eternal Atake deluxe verzióját és a 2016-os Lil Uzi Vert vs. the World második részét. A mixtape másnap meg is jelent, amely eredetileg az album megjelenési dátuma lett volna. A deluxe kiadáson tizennégy dal szerepelt, közreműködött rajta Chief Keef, 21 Savage, Future, Young Thug, Gunna, Lil Durk, Young Nudy és Nav. 2020. április 24-én Lil Uzi Vert kiadta a Sasuke című kislemezt, amely az első dala volt az Eternal Atake megjelenése óta. 2020. július 21-én bejelentette, hogy Future-rel együtt kiadnak egy albumot, Pluto x Baby Pluto címen. Két kislemezt adtak ki róla, a Pateket és az Over Your Headet, mindkettőt Woods 26. születésnapján. Az album november 13-án jelent meg és a Billboard 200 második helyén debütált.

### 2021–napjainkig:Pink Tape
2020 végén Lil Uzi Vert elkezdte népszerűsíteni új kislemezeit Instagramon, majd bejelentette következő projektjét, Forever Young címen, illetve a Luv Is Rage 2 folytatását, amit csak SoundCloudon tervezett kiadni. 2021. október 29-én kiadta a Demon High kislemezt, amely a Pink Tape album első kislemeze. 2022. július 12-én bejelentette, hogy a Pink Tape megjelenése előtt még kiadja a Red & White középlemezt.

## Magánélete
Woods 2014 és 2017 között Brittany Byrd divattervezővel volt kapcsolatban, akivel akkor találkozott, mikor az Kaliforniába költözött, hogy tanuljon. Woods hivatkozott a nőre a Nuyork Nights at 21 dalban a Luv Is Rage-en, amelyet több más hozzá írt szám is követett. Népszerű volt a rapper rajongói között, szerepelt a Money Longer videóklipjében is. 2017. június 26-án szakítottak, amelyet Woods a Stole Your Luv dallal jelentett be. 2019 óta a City Girls hiphopcsoport egyik tagjával, JT-vel van kapcsolatban.
Egy interjúban elmondta, hogy allergiás a csokoládéra.
Lil Peep halált követően, amelynek oka fentanil-túladagolás volt, Woods bejelentette, hogy teljesen elhagyja a drogok fogyasztását.
Miután Woods barátját, XXXTentaciont meggyilkolták, segítséget kért más rapperektől, hogy hozzanak létre egy alapítványt fegyveres erőszak ellen.
2022 júliusában Instagramon bejelentette, hogy nemi identitása nembináris.

### Homlokgyémánt
2021 februárjában Woods megmutatta a 10 karátos rózsaszín gyémántot, amelyet homlokába tetetett. Ezt évekkel korábban is meg akarta már csinálni. A gyémánt értéke 24 millió dollár körül volt és Elliot Eliantte-től vásárolta. Woods elmondása szerint a döntését a Steven Universe rajzfilmsorozat, amelynek nagy rajongója volt és Lil B befolyásolta. Woods azt nyilatkozta, hogy ha nem a megfelelő módon távolítják el a gyémántot, akkor akár meg is halhat. Ugyanezen év júliusában levetette a drágakövet, mielőtt egy hónappal később visszatetette volna a Rolling Loud fesztiválon való fellépésére. Szeptemberben elmondta, hogy egy rajongója letépte azt, miközben a tömegben énekelt. Nem érte nagyobb sérülés és sikerült visszaszereznie a drágakövet. Azóta egy másik piercing található a helyén.

## Jogi esetek
- 2016-ban letartóztatták mert egy barátjával sisak és lámpa nélkül crossmotoroztak.[111] Az ellenük felhozott vádak között volt a forgalom akadályozása, gondatlan vezetés, jogosítvány nélküli vezetés és más közlekedési szabálysértések.[112]
- 2020-ban engedély nélküli paintballozás miatt letartóztatták.[113]
- 2021-ben bíróság elé került, fegyveres testi sértés és szabálysértés vádjával. Három évre próbára bocsátották.[114]

## Diszkográfia
Stúdióalbumok
- Luv Is Rage 2 (2017)
- Eternal Atake (2020)
- Pink Tape (2023)
- Eternal Atake 2 (2024)

Közreműködések
- Pluto x Baby Pluto (Future-rel, 2020)

Mixtape-ek
- The Real Uzi (2014)
- Luv Is Rage (2015)
- Lil Uzi Vert vs. the World (2016)
- The Perfect LUV Tape (2016)

Középlemezek
- Purple Thoughtz EP Vol. 1 (2014)
- 1017 vs. The World (2016)
- Luv Is Rage 1.5 (2017)
- Red And White (2022)

## Díjak és jelölések
| Év   | Díjátadó                 | Kategória               | Jelölt/Munka                 | Eredmény | For.    |
| ---- | ------------------------ | ----------------------- | ---------------------------- | -------- | ------- |
| 2017 | Billboard Music Awards   | Legjobb új előadó       | Lil Uzi Vert                 | Jelölve  | [ 115 ] |
| 2017 | Billboard Music Awards   | Legjobb rapdal          | Bad and Boujee (a Migos-zal) | Jelölve  | [ 115 ] |
| 2017 | Billboard Music Awards   | Legjobb rapközreműködés | Bad and Boujee (a Migos-zal) | Jelölve  | [ 115 ] |
| 2017 | MTV Video Music Awards   | Legjobb hihopvideó      | Bad and Boujee (a Migos-zal) | Jelölve  | [ 116 ] |
| 2017 | MTV Video Music Awards   | A nyár dala             | XO Tour Llif3                | Elnyerte | [ 116 ] |
| 2018 | Grammy-gála              | Legjobb új előadó       | Lil Uzi Vert                 | Jelölve  | [ 117 ] |
| 2018 | Grammy-gála              | Legjobb rapteljesítmény | Bad and Boujee (a Migos-zal) | Jelölve  | [ 117 ] |
| 2018 | iHeartRadio Music Awards | Az év hiphopdala        | Bad and Boujee (a Migos-zal) | Jelölve  | [ 118 ] |
| 2018 | iHeartRadio Music Awards | Legjobb új hiphopelőadó | Lil Uzi Vert                 | Jelölve  | [ 118 ] |
| 2018 | MTV Video Music Awards   | Legjobb új előadó       | Lil Uzi Vert                 | Jelölve  | [ 119 ] |
| 2020 | American Music Awards    | Kedvenc rap/hiphopalbum | Eternal Atake                | Jelölve  | [ 120 ] |